# ليا مانينغ
كانت السيدة إليزابيث ليا مانينغ الحائزة على رتبة الإمبراطورية البريطانية (الاسم عند الولادة بيريت، 14 أبريل 1886 – 15 سبتمبر 1977) معلمة بريطانية ومصلحة اجتماعية وعضوًا في البرلمان عن حزب العمال في الثلاثينيات والأربعينيات من القرن العشرين. نظمت مانينغ نزوح اليتامى أو الأطفال الباسكيين الذين كانوا عرضة للخطر خلال الحرب الأهلية الإسبانية.

## النشأة
ولدت مانينغ في درويتويتش، ورشستر، وكانت الولد الأول من بين 12 ولدًا، لم يصل منهم سوى 6 إلى مرحلة البلوغ. كان والداها تشارلز ويليام بيريت، الذي شغل رتبة كابتن في جيش الخلاص، وهاريت مارغريت (الاسم عند الولادة تابين)، التي كانت معلمة من بيثنال جرين. هاجر والدا مانينغ إلى الولايات المتحدة الأمريكية حين كانت تبلغ من العمر 14 عامًا، إلا أنهما قررا أن تبقى مانينغ (وحدها من بين أخوتها) في بريطانيا، واعتنى بها جداها من جهة والدتها، الذين كانا ينتميان إلى الطائفة الميثودية. تأثرت ليا بالسياسات الليبرالية الراديكالية التي تبناها جدها.

## بدايات المسيرة المهنية
نالت مانينغ تعليمها في مدرسة القديس يوحنا في بريدجووتر وفي كلية هومرتون، كامبردج، التي كانت في تلك الآونة كلية لتأهيل المدرسين. أصبحت مانينغ مدرسة في كامبردج حيث كانت قد التقت زميلها هيو دالتون وانضمت إلى الجمعية الفابية وإلى حزب العمال المستقل. كانت مدرستها تقع في منطقة فقيرة في المدينة ومارست ضغوطًا على سلطات المدينة لتحسين الصحة في المدينة عبر تقديم الحليب مجانًا، مستخدمة منصبها في مجلس تجارة كامبردج للفت الأنظار إلى تلك المسألة.

## الزواج
تزوجت مانينغ ويليام هنري مانينغ (1883 - 1952)، الذي كان عالم فلك يعمل في مخبر الفيزياء الشمسية في الجامعة، في عام 1914. وقد أقام الثنائي سوية في منزل في موقع مرصد كامبردج. كان ويليام هنري مانينغ من مناهضي الحروب وليبراليًا في السياسة.

## السياسة
رحبت مانينغ بأخبار ثورة أكتوبر في روسيا، وأصبحت عضوًا في النادي في عام 1917. في فترة السلم، باتت مانينغ متحدثة ناشطة بالنيابة عن مرشحي حزب العمال في الانتخابات في المناطق المجاورة للريف. وعينت ناظرة مدرسة في مدرسة الهواء الطلق التجريبية للأطفال الذين كانوا يعانون من سوء التغذية التي كانت السلطة التعليمية في كامبردج قد أنشأتها في موقع زراعي، ووجدت هذا العمل مرضيًا بصورة استثنائية. في عام 1929، شغلت مانينغ منصب أمينة تنظيمية للاتحاد الوطني للمعلمين، وأصبحت رئيسة له في عام 1930.
قبل 6 أعوام كان الاتحاد الوطني للمعلمين قد وافق على رعاية عضو في البرلمان بصرف النظر عن حزبه ما دام العضو امرأة. كان الخيار سيقع على إيسي كونواي، إلا أنه لم يكن هناك منظمة محافظة تقبل بمرشحة. تنحت إيسي كونواي عن منصبها وكانت مانينغ الوريثة الواضحة، ولم تكن مرشحًا محافظًا.
في عام 1931، انتخبت مانينغ كعضو في البرلمان عن دائرة إيسلنيغتون إيست في الانتخابات التكميلية في 19 من شهر فبراير. لم تدعم مانينغ الحكومة الوطنية لرامزي مكدونالد وبقيت في حزب العمال، وبعد أشهر خسرت مقعدها في شهر أكتوبر في الانتخابات العامة لعام 1931. وشغلت منصبًا في اللجنة التنفيذية الوطنية في حزب العمال منذ عام 1931 حتى عام 1932، وترشحت في الانتخابات العامة لعام 1935 عن دائرة سندرلاند دون نجاح.
خلال تلك الفترة كانت مانينغ تنتقل من موقفها السابق الصارم المناهض للحرب تجاه موقف مناهض للفاشية أكثر نشاطًا. وصدر كتابها «ما رأيته في إسبانيا» [فيكتور فولانز، لندن، 1935] بعد زيارتها لإسبانيا غداة الانتفاضة النمساوية أواخر السنة التي سبقت الزيارة.
في مؤتمر حزب العمال الذي عقد في عام 1936، حاجج عدد من أعضاء الحزب، من بينهم إيلين ويلكينسون وستافورد كريبس وأنيورين بيفان وتشارلز تريفيليان، بأنه ينبغي تقديم مساعدة عسكرية للجبهة الشعبية الإسبانية، التي كانت تحارب فرانسيسكو فرانكو وجيشه القومي الفاشي. وعلى الرغم من مناشدة عاطفية من جانب إيزابيل دي بالينسيا، أيد حزب العمال سياسة عدم التدخل التي تبنتها الحكومة المحافظة.
اختلفت مانينغ مع الخط الرسمي وأصبحت أمينة لجنة المعونة الطبية الإسبانية. في ربيع العام 1937، ساعدت مانينغ في ترتيب نزوح نحو 4000 طفل باسكي إلى بريطانيا، ونحو 200 شخص بالغ رافقوا الأطفال على سفينة إس إس هابانا.